# عقیل زیلع
عقیل زیلع (عربی: عقيل زيلع؛ زادهٔ ۵ نوامبر ۱۹۹۴) یک ورزشکار است.